# Орнолак-Юсса-ле-Бен
Орнола́к-Юсса́-ле-Бен (фр. Ornolac-Ussat-les-Bains, окс. Ornolac e Ussat) — коммуна во Франции, находится в регионе Окситания. Департамент коммуны — Арьеж. Входит в состав кантона Тараскон-сюр-Арьеж. Округ коммуны — Фуа. Курорт, славящийся своими геотермальными источниками.
Код INSEE коммуны — 09221.

## Население
Население коммуны на 2008 год составляло 230 человек.
| 1962 | 1968 | 1975 | 1982 | 1990 | 1999 | 2008 |
| ---- | ---- | ---- | ---- | ---- | ---- | ---- |
| 230  | 236  | 243  | 226  | 215  | 221  | 230  |

## Экономика
В 2007 году среди 121 человека в трудоспособном возрасте (15—64 лет) 77 были экономически активными, 44 — неактивными (показатель активности — 63,6 %, в 1999 году было 65,6 %). Из 77 активных работали 75 человек (48 мужчин и 27 женщин), безработных было 2 (1 мужчина и 1 женщина). Среди 44 неактивных 11 человек были учениками или студентами, 13 — пенсионерами, 20 были неактивными по другим причинам.

## Достопримечательности
- Геотермальные источники
- Пещера Ломбрив
- Пещера Фонтане
- Пещера Эглис

## Фотогалерея

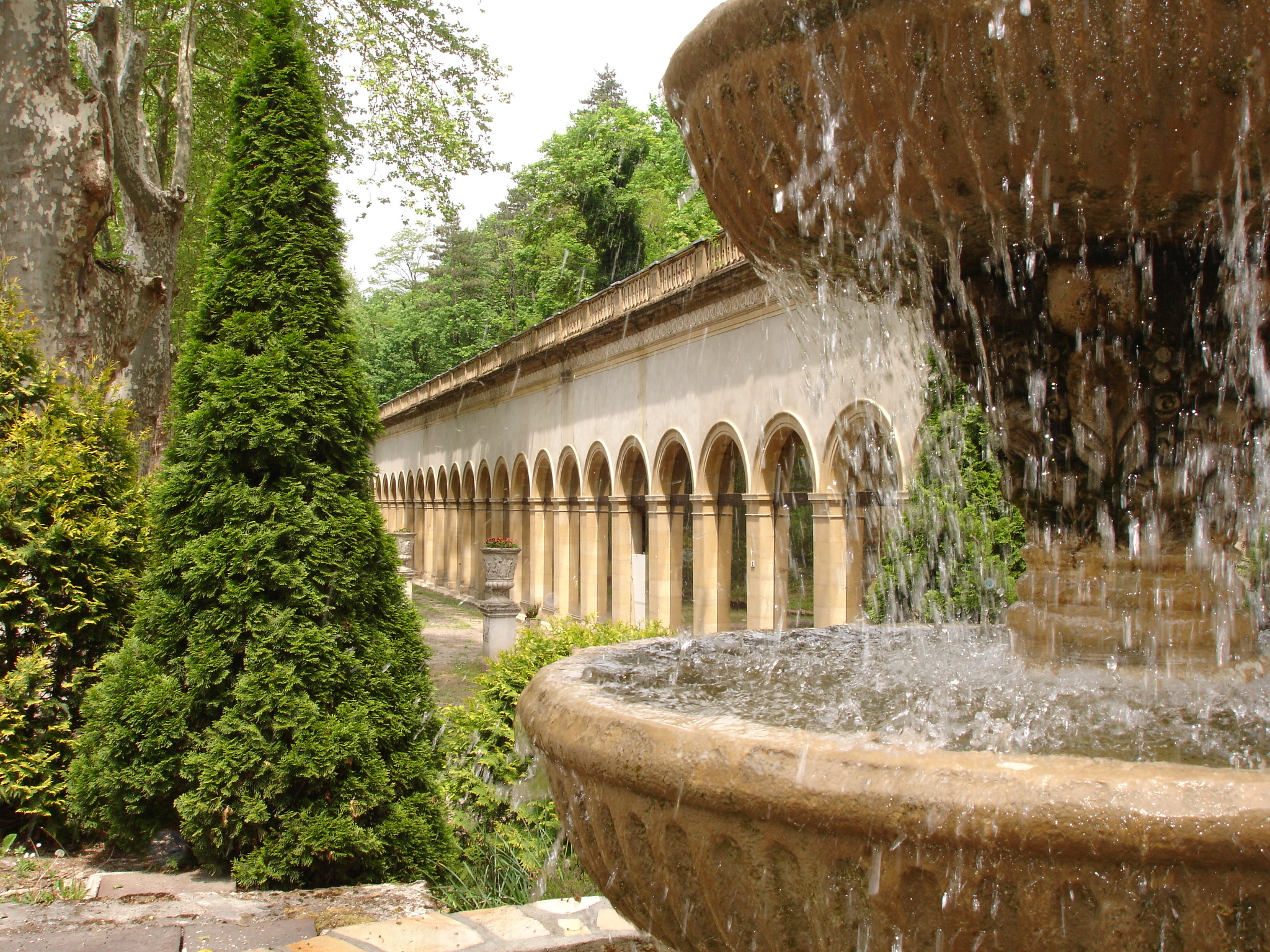
Термы
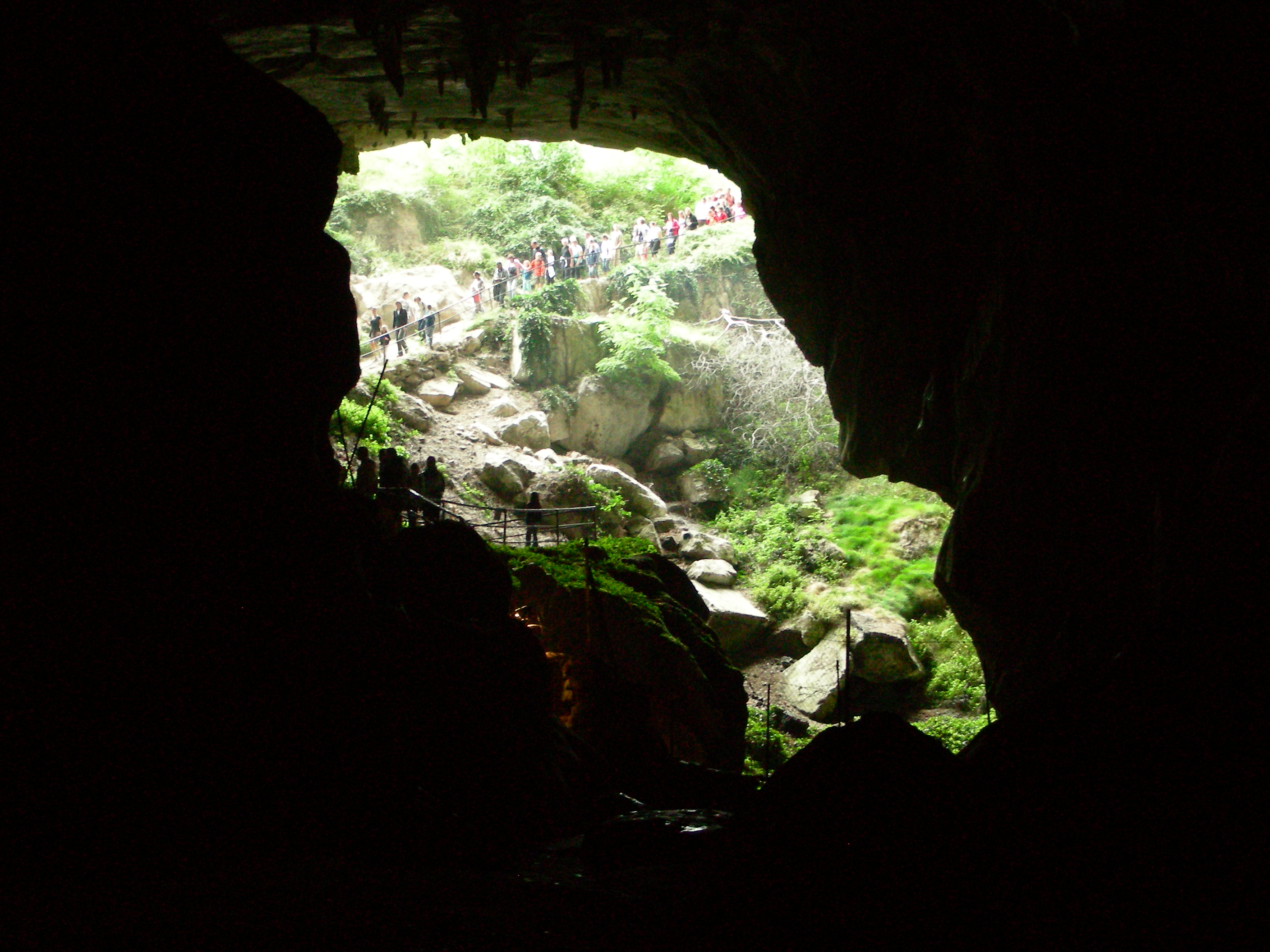
Вход в пещеру Ломбрив
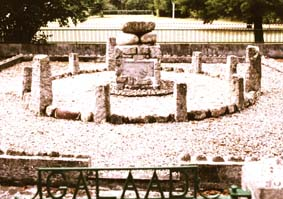
Монумент «Галаад»